# Coppa Continentale 2003-2004 (hockey su pista)
La Coppa Continentale 2003-2004 è stata la 23ª edizione (la sesta con la denominazione Coppa Continentale) dell'omonima competizione europea di hockey su pista. Alla manifestazione hanno partecipato gli spagnoli del Liceo La Coruña, vincitore della CERH Champions League 2002-2003, e i connazionali del Reus Deportiu, vincitore della Coppa CERS 2002-2003. 
A conquistare il trofeo è stato il Liceo La Coruña al quinto successo nella sua storia.

## Squadre partecipanti
| Club            | Qualificazione                        | Partecipazioni precedenti (il grassetto indica la vittoria) |
| --------------- | ------------------------------------- | ----------------------------------------------------------- |
| Liceo La Coruña | Detentore della CERH Champions League | 1987-1988, 1988-1989, 1990-1991, 1992-1993, 1999-2000       |
| Reus Deportiu   | Detentore della Coppa CERS            | 1984-1985                                                   |

## Risultati
| Squadra 1       | Totale | Squadra 2     | Andata | Ritorno |
| --------------- | ------ | ------------- | ------ | ------- |
| Liceo La Coruña | 5 - 2  | Reus Deportiu | 2 – 1  | 3 – 1   |

| La Coruña 1º novembre 2003 Finale di andata | Liceo La Coruña | 2 – 1 | Reus Deportiu | Pazo dos Deportes de Riazor |

| Reus 8 novembre 2003 Finale di ritorno | Reus Deportiu | 1 – 3 | Liceo La Coruña | Pavelló Olímpic de Reus |